# Secessão da plebe
Secessão da plebe (em latim: secessio plebis) era um exercício informal de poder na Roma Antiga pelos cidadãos plebeus similar a uma greve geral levada ao extremo. Durante uma secessão, os plebeus simplesmente abandonavam a cidade em massa e abandonavam os patrícios à própria sorte. Portanto, uma secessão significava que todas as lojas e oficinas fechavam e todas as transações comerciais cessavam. Era uma estratégia muito efetiva durante o "Conflito das Ordens" por causa da força nos números; os plebeus eram a vasta maioria da população romana e produziam a grande maioria da comida e demais recursos enquanto um patrício era membro da classe alta minoritária. Há muitas variações sobre quantas vezes o evento ocorreu entre 494 a.C. e 287 a.C.

## 494 a.C.
Começando em 495 a.C. e culminando em 494-3 a.C., esta secessão foi o resultado de uma crescente preocupação da plebe com as dívidas (que podia resultar em escravidão) e na falha do Senado em lutar pelo bem estar da plebe. Os revoltosos abandonaram Roma e se juntaram no Monte Sacro. Como parte da solução negociada, os patrícios perdoaram a dívida de alguns plebeus e cederam parte de seu poder permitindo a criação do cargo de tribuno da plebe, a primeira função governamental ocupada pela plebe.

## 449 a.C.
A segunda secessão da plebe em 449 a.C. foi causada pelos abusos da comissão dos decênviros e envolveu demandas pelo restauro dos tribunos da plebe e do direito de apelação, que haviam sido suspensos. Em 450 a.C., os romanos decidiram nomear uma comissão de decênviros com a missão de compilar um compêndio de leis (as futuras "Leis das Doze Tábuas"). A comissão tinha o mandato de um ano, durante o qual todos os demais cargos do estado foram suspensos e o direito de apelação foi suprimido. No mesmo, eles publicaram um conjunto de leis, mas não renunciaram ao final de seus mandatos e passaram a atuar de forma abusiva. Eles mataram um soldado que havia sido tribuno da plebe e que os havia criticado. Um dos decênviros, Ápio Cláudio Crasso, tentou forçar uma nobre, Vergínia, a se casar com ele. Para evitar — e sem outra opção — seu pai a esfaqueou e amaldiçoou Crasso. O trágico evento despoletou várias revoltas, começando entre a muldião que testemunhou o evento e que se espalharam até o exército acampado do lado de fora da cidade. A plebe então se reuniu no monte Aventino.
O Senado tentou conseguir que os decênviros renunciassem, mas eles se recusaram e o povo decidiu se mudar em massa para o Monte Sacro, seguindo o exemplo da primeira secessão. O Senado culpou os decênviros pela tragédia e conseguiu que eles renunciassem. Depois, dois senadores, Lúcio Valério Potito e Marco Horácio Barbato, foram enviados ao Monte Sacro para negociar. A plebe exigiu a restauração dos tribunos da plebe e do direito de apelação, suspensos durante os mandatos dos decênviros. Uma acordo foi rapidamente firmado e os plebeus retornaram ao monte Aventino para eleger seus tribunos.
Potito e Barbado foram eleitos cônsules em 449 a.C. e introduziram leis que reforçaram os direitos da plebe. A Lex Valeria Horatia de plebiscitis garantia que as leis passadas pela Assembleia da plebe valiam para todos os cidadãos romanos (ou seja, patrícios e plebeus), apesar da oposição dos patrícios. Porém, depois de aprovada, estas leis tinham que receber a aprovação do Senado ("acutoritas partum"), que significava que os senadores ainda detinha um poder de "veto" sobre as leis passadas pela plebe. A Lex Valeria Horatia de senatus consulta" comandava que os decretos do Senado deveriam ser mantidos no Templo de Ceres pelos edis plebeus, assistentes dos tribunos da plebe. Isto significava que os tribunos e edis da plebe tinham conhecimento prévio destes decretos (que antes eram secretos). Esta decisão colocou tudo em domínio público. A Lex Valeria Horatia de provocatio proibiu, daí por diante, a criação de cargos estatais que não permitissem a apelação.

## 445 a.C.
Uma terceira secessão foi aludida por Floro e resultou na Lex Canuleia.

## 342 a.C.
Esta, que seria a quarta secessão, foi citada por Lívio. O Oxford Classical Dictionary chama o evento de uma "obscura revolta militar".

## 287 a.C.
Em 287 a.C., as condições econômicas da plebe haviam se deteriorado muito, o que levou a um aumento muito grande no número faltas no pagamento de dívidas. A plebe exigia alguma forma de alívio financeiro, mas os senadores, a maior parte deles credores destas dívidas, se recusaram a aceitar. Os plebeus se retiraram em massa para o Janículo, a última das três grandes secessões da plebe da história romana. Para acabar com a revolta, o ditador, Quinto Hortênsio, que era plebeu, foi nomeado e passou uma lei conhecida como Lex Hortensia, cuja principal modificação foi a eliminação do requisito da "auctoritas patrum" antes que uma lei pudesse ser considerada no Conselho da plebe. Desta forma, a lei retirou dos senadores patrícios o poder de interferir no Conselho da plebe.